# Silene lasiantha
Silene lasiantha là loài thực vật có hoa thuộc họ Cẩm chướng. Loài này được C. Koch miêu tả khoa học đầu tiên năm 1841.